# Mitrophyllum
Mitrophyllum ist eine Pflanzengattung aus der Familie der Mittagsblumengewächse (Aizoaceae). Der botanische Name der Gattung leitet sich von den griechischen Worten „mitra“ für Bischofsmütze und „phyllos“ für Blatt ab.

## Beschreibung
Die Arten der Gattung Mitrophyllum wachsen strauchig und erreichen Wuchshöhen von bis zu 60 Zentimetern. Die Blattpaare sind auf zwei Dritteln bis vier Fünfteln miteinander verwachsen. Ein Blattpaar ist meist nur wenig miteinander verwachsen, wobei der freie Teil zungenförmig bis dreieckig ist.
Die Tragblätter der Blüte unterscheiden sich von den übrigen Laubblättern. Ihre Kronblätter sind gelb, weiß, weiß bis pinkfarben oder purpurfarben. Das Nektarium ist ringförmig und umgibt 5 pfriemliche Stempel.
Die meist 5-fächrigen Kapselfrüchte enthalten dreieckige bis birnenförmige Samen. Fächerdecke und Verschlusskörper können vorhanden sein.

## Systematik und Verbreitung
Das Verbreitungsgebiet der Gattung Mitrophyllum liegt im Norden des Namaqualandes in der südafrikanischen Provinz Nordkap. Die Pflanzen wachsen auf quarzbedeckten Hängen, häufig auch in Felsspalten.
Die Erstbeschreibung wurde 1926 von Gustav Schwantes veröffentlicht. Der Holotypus ist Mitrophyllum mitratum. Nach  Heidrun Hartmann (2017) umfasst die Gattung Mitrophyllum folgende Arten:
- Untergattung Kurkamium Poppend.
  - Mitrophyllum roseum L.Bolus
- Untergattung Mitrophyllum
  - Mitrophyllum abbreviatum L.Bolus
  - Mitrophyllum clivorum (N.E.Br.) Schwantes
  - Mitrophyllum dissitum (N.E.Br.) Schwantes
  - Mitrophyllum grande N.E.Br.
  - Mitrophyllum margaretae S.A.Hammer
  - Mitrophyllum mitratum (Marloth) Schwantes

## Nachweise

## Weiterführende Literatur
- Hans-Helmut Poppendieck: Untersuchungen zur Morphologie und Taxonomie der Gattung Mitrophyllum Schwantes s.lat. In: Botanische Jahrbücher für Systematik. Band 97, S. 339–413